# 永登県
永登県（えいとう-けん）は中華人民共和国甘粛省蘭州市に位置する県。県人民政府の所在地は城関鎮。

## 地理
永登県は東経102度36分から103度45分、北緯36度12分から37度07分に位置し、東は皋蘭県と景泰県、西は青海省民和回族土族自治県と天祝チベット族自治県、南は蘭州市紅古区と西固区そして北は天祝チベット族自治県に接する。

## 行政区画
16鎮、3郷を管轄：
- 鎮：城関鎮、紅城鎮、中堡鎮、武勝駅鎮、河橋鎮、連城鎮、苦水鎮、大同鎮、竜泉寺鎮、樹屏鎮、上川鎮、柳樹鎮、通遠鎮、中川鎮、秦川鎮、西岔鎮
- 郷：坪城郷、民楽郷、七山郷

## 交通

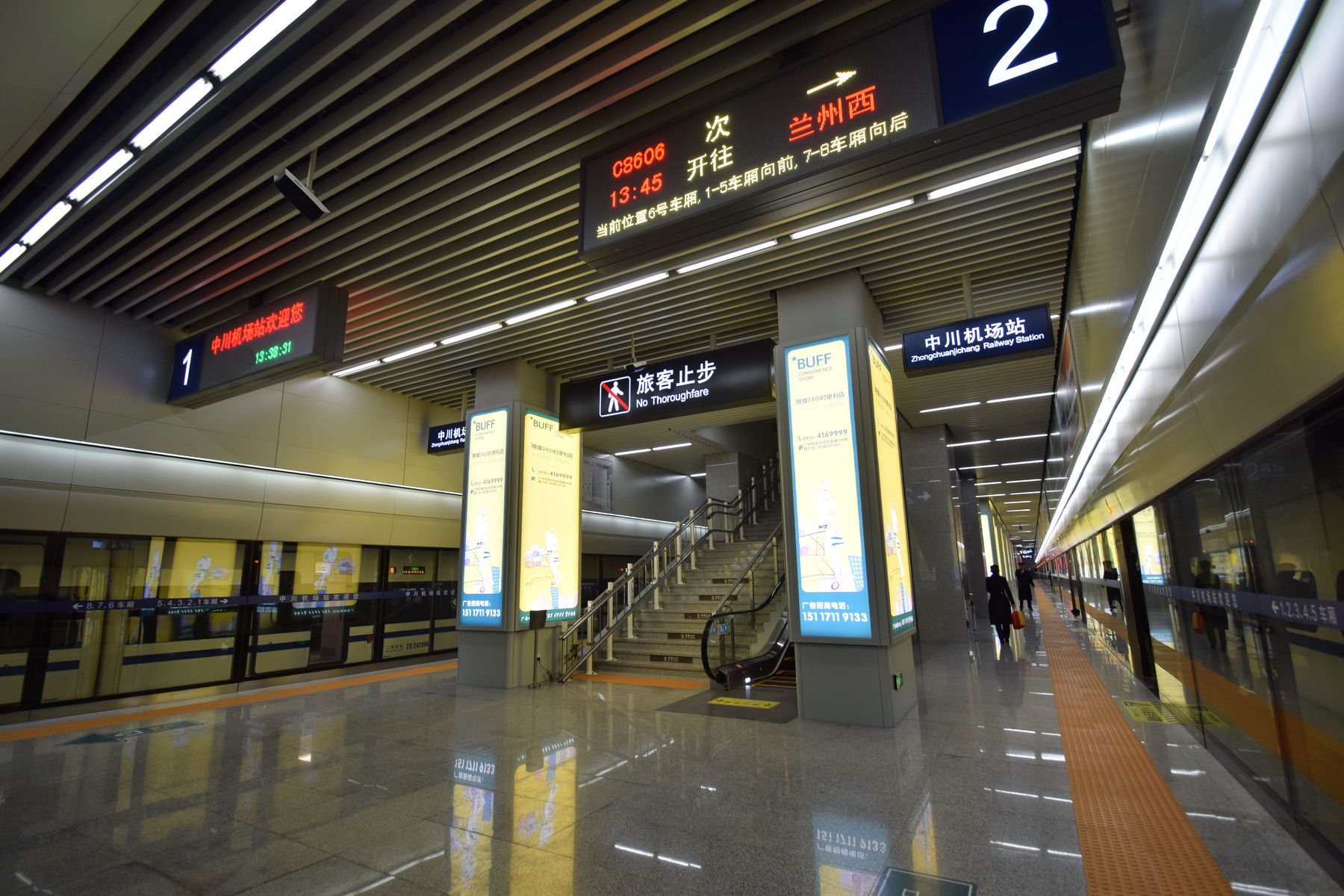
中川機場駅

### 航空
- 蘭州中川空港

### 鉄道
- 中国鉄路総公司

- 蘭中都市間鉄道

中川機場駅 - 蘭州新区駅 -（蘭州方面）
- 蘭新線

（嘉峪関方面）- 富強堡駅 - 中堡駅 - 永登駅 - 馬家坪駅 - 竜泉寺駅 - 大路駅 -（蘭州方面）

### 道路
- 高速道路
  - 京蔵高速道路
  - 連霍高速道路
  - 蘭営高速道路
- 国道
  - G312国道